# Afripol
Afripol (Africain Police Office) és una oficina de policia criminal intergovernamental que facilita l'intercanvi d'informació entre les policies nacionals en matèria de criminalitat internacional, terrorisme, narcotràfic i tràfic d'armes a l'Àfrica.

## Missions
Un cop al en funcionament, la Afripol permetrà el desenvolupament d'una estratègia harmonitzada africana contra el crim, abastant la concepció i la posada en marxa.
També facilitarà l'enfortiment de les capacitats analítiques de la policia africana en l'avaluació d'amenaces criminals i desenvolupar respostes adequades i l'enfortiment de la coordinació de les forces policials desplegades en el context de les operacions de manteniment de la pau.
Afripol tindrà per missió el desenvolupament de la capacitat de la policia africana, especialment a través de programes de formació específics i adaptats a les realitats dels contextos africans d'exercici, l'establiment de centres d'excel·lència africans, particularment en el camp de la policia científica i tècnica, d'anàlisi criminal, la lluita contra el ciberdelicte i la lluita contra el tràfic il·lícit de drogues.
També permetrà l'extensió de bones pràctiques en matèria de gestió de les forces de policia, el respecte dels drets humans i l'ètica policial de gestió democràtica de les alteracions de l'ordre públic, així com la implementació de policia comunitària i de comunicació amb la població amb la finalitat de la participació ciutadana en la prevenció i lluita contra la delinqüència en totes les seves formes.
La millora de les capacitats, els mitjans científics i tecnològics i la capacitat de resposta de les policies africanes, seran els objectius a assolir en el marc d'Afripol a través de l'assistència tècnica mútua en la formació, l'intercanvi d'experiència, d'expererts i bones pràctiques, especialment en criminalística i anàlisi criminal, i en l'ús de noves tecnologies i de solucions de seguretat innovadores.

## Història
La idea de crear Afripol va començar a materialitzar-se, en realitat, en la 22a Conferència Regional Africana de la Interpol, celebrada del 10 al 12 de setembre de 2013, a Orà, que va comptar amb la unanimitat de 41 caps de policia africans presents.
La Conferència Africana de Directors i Inspectors Generals de Policia a Afripol celebrada a Algèria el 10 i 11 de febrer de 2014, va ser la principal línia de demarcació que es tradueix en les aspiracions legítimes dels Caps de Policia, a través de l'aprovació unànime del document conceptual i la declaració d'Alger.
Amb motiu de la 23a Cimera de la Unió Africana que va tenir lloc a Malabo (Guinea Equatorial) del 20 al 27 juny de 2014, els caps d'Estat i de Govern africans adoptaren la visió comuna compartida pels caps de policia a través de la Declaració d'Alger.

## Seu central
La seu d'Afripol es troba a Ben Aknoun (Alger). La seu té una superfície de 1,4 hectàrees. L'estructura té 28 oficines i 2 sales de reunions grans.